# Sidi Moussa Ben Ali
Sidi Moussa Ben Ali (arabiska: سيدي موس ى بن علي) är en landskommun i Marocko. Den ligger i prefekturen Mohammedia och regionen Casablanca-Settat, 70 km sydväst om huvudstaden Rabat. Antalet invånare var 11 445 vid folkräkningen 2014.